# Antonio Montes
Antonio Montes (Siviglia, 1911 – Bellavista, 3 febbraio 1984) è stato un ciclista su strada spagnolo.
Professionista dal 1932 al 1945, colse tre vittorie di tappa alla Vuelta a España.

## Carriera
Montes si mise in luce nel mondo del ciclismo grazie alle sue prestazioni nella Vuelta a España, nella quale si aggiudicò tre tappe. La prima, nel 1935, durante la settima frazione da Barcellona a Tortosa, nella quale riuscì a superare in volata il connazionale Mariano Cañardo di mezza ruota.
Si ripeté alla Vuelta nel 1941, dopo la fine della guerra civile, quando, dopo un ritardo maturato nella prima tappa a causa di un guasto meccanico, seppe aggiudicarsi la seconda frazione della prova a tappe iberica. Vinse ancora un'ultima tappa alla Vuelta nel 1945.
Altri risultati Montes li ottenne sempre in Spagna, con due successi nella Vuelta a los Puertos e un settimo posto nei Campionati spagnoli del 1935.

## Palmarès
- 1935

Vuelta a los Puertos
7ª tappa Vuelta a España
- 1936

Vuelta a los Puertos
Sierra de Guadarrama
- 1937

5ª tappa Tour du Sud-Ouest
- 1941

2ª tappa Vuelta a España
- 1945

6ª tappa Vuelta a España

## Piazzamenti

### Grandi Giri
- Vuelta a España

1935: 22ª
1941: ritirato
1945: ritirato